# Guglielmo Oberdan
Guglielmo Oberdan, 1858-1882, est un nationaliste italien et irrédentiste.

## Biographie
Né le 1er février 1858, après avoir passé sa jeunesse à Trieste, Guglielmo Oberdan se distingua par ses études et s'inscrit à l'école polytechnique de Vienne en 1877.
L'année suivante, Guglielmo Oberdan interrompit ses études à la suite de l'appel sous les drapeaux de l'Autriche qui avait décidé d'occuper militairement la Bosnie-Herzégovine. Pour éviter l'incorporation, il déserta et, aidé d'organisations patriotiques italiennes, il s'expatria en rejoignant Rome où il put s'inscrire à l'Université pour terminer ses études d'ingénieur. L'État italien lui enleva les bourses d'études pour raison politique car ses opinions étaient contraires à la Triple-Alliance mise en place entre l'Italie et les puissances centrales à cette époque.
En 1882, à la suite de la mort de Garibaldi, les espoirs des nationalistes sud-tyroliens poussèrent Oberdan à organiser un attentat contre l'Empereur François-Joseph en visite à Trieste, avec l'aide d'autres irrédentistes. L'empereur échappa à l'attentat, dans lequel cependant furent tuées deux personnes.
Il fut arrêté à Ronchi (aujourd'hui Ronchi dei Legionari), à la suite de la dénonciation de certains infiltrés. Condamné à mort par la justice autrichienne, qui le considérait un déserteur et un régicide, il fut pendu le 20 décembre 1882.

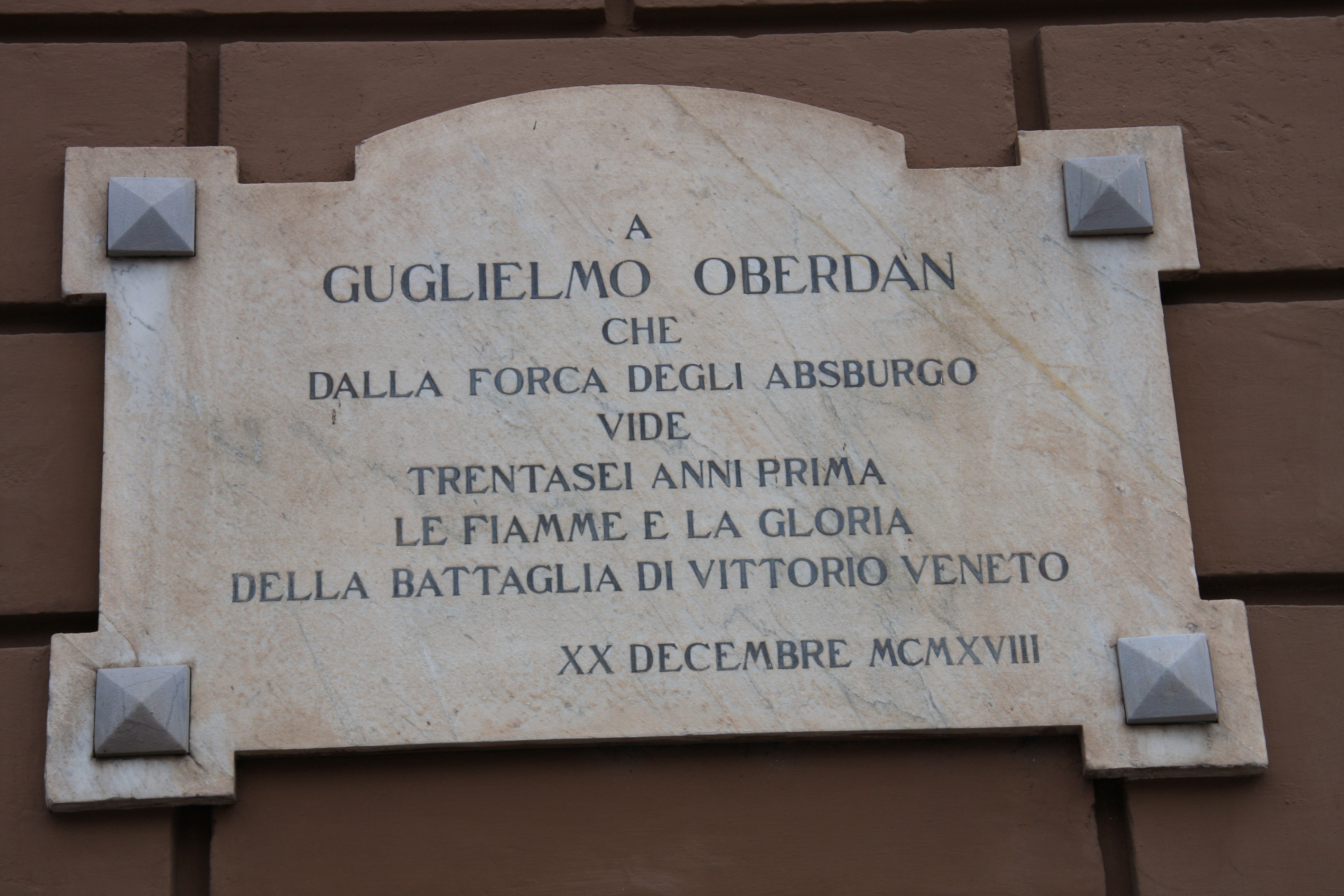
Plaque commémorative sur la façade du théâtre communal Piccinni à Bari.

Considéré comme un martyr de la cause irrédentiste, des places et des rues lui ont été dédiées dans presque toutes les villes italiennes, un lycée scientifique de Trieste et la place du conseil régional du Frioul, où se trouvait la caserne dans laquelle il fut pendu. Son buste réalisé par le sculpteur Ugo Cipriani orne la piazza Oberdan à Florence.

## Cinéma
- Il capestro degli Asburgo, film italien réalisé par Gustavo Serena, sorti en 1915, mettant en scène Guglielmo Oberdan.